# Craterul Morokweng
Craterul Morokweng (sau structura de impact Morokweng) este un crater de impact îngropat sub Deșertul Kalahari în apropierea orașului Morokweng din Africa de Sud, aproape de granița cu Botswana.

## Date generale
Craterul, format de un asteroid care avea 5–10 km în diametru, are cel puțin aproximativ 70 km în diametru și vârsta sa este estimată a fi de 145.0 ± 0,8 milioane de ani, plasându-se pe limita Jurasic–Cretacic. Descoperit în 1994, acesta nu este expus la suprafață, dar a fost reprezentat de către anchetele magnetice și gravimetrice.
În luna mai, 2006, un grup, de oameni de știintă, care au forat în zonă, a anunțat descoperirea unui fragment din asteroid cu diametru de 25 cm la o adâncime de 770 m sub suprafață, împreună cu mai multe piese, mult mai mici. Această descoperire a fost neașteptată, deoarece forajele anterioare, de la alte cratere de impact mari, nu au produs astfel de fragmente, și se credea că asteroidul a fost aproape în întregime vaporizat. Unele dintre aceste fragmente pot fi văzute în Muzeul de Știință din Londra.